# Élettudomány
Az élettudományok tág köre olyan tudományágakat foglal magába, amelyek kutatási eredményei az életszínvonal és -minőség javítását segítik elő. Alkalmazása az agrárium, az élelmiszer-és gyógyszeripar területén a leggyakoribb.
A Magyar Tudományos Akadémia vonatkozó összefoglalójában hangsúlyozza, hogy az élettudományi területen működő kutatóhelyek tevékenysége rendkívül széles palettán mozog.
Alapvető élettudományok például:
- biológia
- biotechnológia
- biomechanika
- növénytan
- ökológia
- etológia
- állattan

Alkalmazott élettudományok például:
- élelmiszertudományok
- környezetegészségtan
- természetvédelmi biológia
- biomérnöki tudomány
- népességdinamika

Az élettudományok angol fordítása, a „life sciences” mint tudományos profil az utóbbi évtizedekben terjedt el az európai egyetemek körében. A 2001-ben alapított Euroleague for Life Sciences (ELLS) összefogja a természeti erőforrás menedzsment, agrárium, erdészet, élelmiszertudomány, állatorvostudomány és környezettudományok területén kiemelkedő intézményeket. (3)(4) Az élettudományi egyetemek Archiválva 2020. november 28-i dátummal a Wayback Machine-ben képzésporfóliója emellett gyakran tartalmaz gazdasági, műszaki, informatikai és társadalomtudományi szakokat is.